# لاري جيلمان
لاري جيلمان (بالإنجليزية: Larry Gelman)‏ هو ممثل أمريكي، ولد في 3 نوفمبر 1930 في بروكلين في الولايات المتحدة.

## أعمال

### مسلسلات
- صوني ويذ أه تشانس[2]

## وصلات خارجية
- لاري جيلمان على موقع IMDb (الإنجليزية)
- لاري جيلمان على موقع ألو سيني (الفرنسية)
- لاري جيلمان على موقع أول موفي (الإنجليزية)
- لاري جيلمان على موقع قاعدة بيانات برودواي على الإنترنت (الإنجليزية)
- لاري جيلمان على موقع قاعدة بيانات الأفلام السويدية (السويدية)
- لاري جيلمان على موقع قاعدة بيانات الفيلم (الإنجليزية)
- لاري جيلمان على موقع كينوبويسك (الروسية)